# Liste neuseeländischer Zeitungen

Einige Zeitungen von Neuseeland

Liste neuseeländischer Zeitungen: Die erste Zeitung Neuseelands, die New Zealand Gazette, gab am 21. August 1839 in London Samuel Revans heraus. Ihr folgte am 18. April 1840 die zweite Ausgabe in Petone in Neuseeland, damals noch Kolonie. Kurze Zeit später kam im Mai 1840 der New Zealand Advertiser heraus, der unter dem Zusatz Bay of Islands Gazette Vorläufer für die öffentlichen Bekanntmachungen der damaligen neuseeländischen Kolonialregierung wurde, sich aber wegen regierungskritische Artikel nicht länger als sieben Monate auf dem Markt halten konnte und im Dezember 1840 wieder eingestellt wurde.
In den folgenden Jahren und vor allem in der Gründerzeit kamen durch die zahlreich gemachten Goldfunde viele Menschen nach Neuseeland. Mit ihnen wuchs das Bedürfnis nach Informationen. Zahlreiche Zeitungen entstanden, anfänglich in wöchentlicher Erscheinungsweise, später dann in täglicher. Doch nur wenige von ihnen überlebten die zurückliegenden rund 160 Jahre, die von hartem Wettbewerb und von Verdrängung und Konzentration auf dem Zeitungsmarkt geprägt waren. Von wenigen kleinen unabhängigen Zeitungen und der Otago Daily Times abgesehen, dominieren heute zwei Medienkonzerne den neuseeländischen Zeitungsmarkt, die Fairfax Media Limited und über die NZME. Publishing Limited die APN News & Media. Beides australische Medienkonzerne, wobei die APN News & Media seit 2014 versucht, alle geschäftlichen Aktivitäten der Bereiche Zeitungen, Radio und Veranstaltungen über die Plattformen Mobilephones, Tablets und Internet in Neuseeland über die Marke NZME. New Zealand Media and Entertainment zu vermarkten.

## Tageszeitungen
Liste absteigend nach Auflage sortiert.
| Zeitung                  | gegr. | Redaktion        | Homepage                           | Herausgeber                            | Auflage (2014)  | Leserschaft (2014) | Anmerkungen |
| ------------------------ | ----- | ---------------- | ---------------------------------- | -------------------------------------- | --------------- | ------------------ | --- |
| The New Zealand Herald   | 1863  | Auckland         | www.nzherald.co.nz                 | NZME. Publishing                       | 148.702         | 487.000            | 1876 mit The Southern Cross zusammengeführt und bis 1996 in Gründerbesitz zweier Familien.                                                    |
| The Dominion Post        | 2002  | Wellington       | www.stuff.co.nz/dominionpost       | Fairfax Media Limited                  | 76.299          | 213.000            | Am 8. Juli 2002 aus The Dominion und The Evening Post hervorgegangen.                                                                         |
| The Press                | 1861  | Christchurch     | www.stuff.co.nz/thepress           | Fairfax Media Limited                  | 71.079          | 196.000            | |
| Otago Daily Times        | 1861  | Dunedin          | www.odt.co.nz                      | Allied Press Limited                   | 37.577          | 97.000             | älteste noch erscheinende Tageszeitung des Landes.                                                                                            |
| Waikato Times            | 1872  | Hamilton         | www.stuff.co.nz/waikatotimes       | Fairfax Media Limited                  | 33.099          | 81.000             | |
| The Southland Times      | 1862  | Invercargill     | www.stuff.co.nz/southlandtimes     | Fairfax Media Limited                  | 25.667          | 59.000             | |
| Hawke’s Bay Today        | 1999  | Hastings         | www.hbtoday.co.nz                  | NZME. Publishing                       | 21.591          | 54.000             | aus dem Zusammenschluss von Hawke’s Bay Herald-Tribune (1857) und The Daily Telegraph (1871) entstanden.                                      |
| Taranaki Daily News      | 1857  | New Plymouth     | www.stuff.co.nz/dailynews          | Fairfax Media Limited                  | 20.386          | 49.000             | war früher Teil von Taranaki Newspapers und ist aus Taranaki News (1857) und Taranaki Herald (1852) hervorgegangen.                           |
| Bay of Plenty Times      | 1872  | Tauranga         | www.bayofplentytimes.co.nz         | NZME. Publishing                       | 16.133          | 47.000             | |
| Manawatū Standard        | 1880  | Palmerston North | www.stuff.co.nz/manawatustandard   | Fairfax Media Limited                  | 14.101          | 34.000             | |
| The Nelson Mail          | 1866  | Nelson           | www.stuff.co.nz/nelsonmail         | Fairfax Media Limited                  | 13.079          | 32.000             | Nach dem Verkauf 1993 an die Independent Newspapers Limited (INL) aus The Nelson Evening Mail hervorgegangen                                  |
| The Northern Advocate    | 1875  | Whangārei        | www.northernadvocate.co.nz         | NZME. Publishing                       | 12.004          | 35.000             | |
| The Timaru Herald        | 1864  | Timaru           | www.stuff.co.nz/timaruherald/      | Fairfax Media Limited                  | 12.004          | 34.000             | |
| Wanganui Chronicle       | 1856  | Wanganui         | www.wanganuichronicle.co.nz        | NZME. Publishing                       | 10.051          | 32.000             | Der Wanganui Record (1853) war die erste Zeitung Neuseelands. Erschien aber nur einige Wochen. Dann folgte der Wanganui Chronicle 1856.       |
| Rotorua Daily Post       | 1885  | Rotorua          | www.dailypost.co.nz                | NZME. Publishing                       | 8.410           | 24.000             | ist aus dem Hot Lakes Chronicle (1885) hervorgegangen.                                                                                        |
| Whakatane Beacon         | 1907  | Whakatāne        | www.whakatanebeacon.co.nz          | unabhängig                             | 7.993           | 24.000             | erscheint 3 × die Woche (Dienstag, Mittwoch, Freitag)                                                                                         |
| The Marlborough Express  | 1866  | Blenheim         | www.stuff.co.nz/marlboroughexpress | Fairfax Media Limited                  | 7.614           | 20.000             | |
| The Gisborne Herald      | 1874  | Gisborne         | www.gisborneherald.co.nz           | unabhängig                             | 6.879           | 21.000             | ursprünglich als Poverty Bay Herald (1874) gegründet in The Gisborne Herald (1939) umbenannt.                                                 |
| Wairarapa Times-Age      | 1938  | Masterton        | www.times-age.co.nz                | NZME. Publishing                       | 5.945           | 10.000             | aus The Wairarapa Age (1881) und Wairarapa Daily Times (1892) entstanden.                                                                     |
| Ashburton Guardian       | 1879  | Ashburton        | www.ashburtonguardian.co.nz        | unabhängig                             | 4.909           | 15.000             | |
| Greymouth Star           | 1866  | Greymouth        | www.greystar.co.nz                 | The Greymouth Evening Star Company Ltd | 4.254           | 11.000             | gehört mit der West Coast Times zur The Greymouth Evening Star Company Ltd, an der die Fraser Smith Holdings Limited 55,3 % an Anteilen hält. |
| The Oamaru Mail          | 1876  | Oamaru           | www.oamarumail.co.nz               | Allied Press Limited                   | 2.221           | 7.000              | |
| The Wairoa Star          | 1921  | Wairoa           | www.wairoastar.co.nz               | unabhängig                             | 2.203 (2009)    |                    | erscheint 2 × die Woche (Dienstag, Donnerstag)                                                                                                |
| The Westport News        | 1871  | Westport         | www.westportnews.co.nz             | unabhängig                             | 2.200 (2014)    |                    | gehört seit 1945 der Westport News Limited.                                                                                                   |
| The Horowhenua Chronicle | 1893  | Levin            | Horowhenua Chronicle (Online)      | NZME. Publishing                       | nicht ermittelt |                    | Zeitung erscheint zweimal die Woche kostenlos                                                                                                 |

## Wochenzeitungen
Liste absteigend nach Auflage sortiert.
| Zeitung           | gegr. | Redaktion | Homepage                    | Herausgeber           | Auflage (2014) | Leserschaft (2014) | Anmerkungen |
| ----------------- | ----- | --------- | --------------------------- | --------------------- | -------------- | ------------------ | ----------- |
| Sunday Star-Times | 1994  | Auckland  | stuff.co.nz/sundaystartimes | Fairfax Media Limited | 123.360        | 408.000            |             |
| Herald on Sunday  | 2004  | Auckland  | www.nzherald.co.nz          | NZME. Publishing      | 99.014         | 400.000            |             |
| Sunday News       | 1963  | Auckland  | stuff.co.nz/sundaynews      | Fairfax Media Limited | 33.214         | 184.000            |             |

Daneben gibt es zahlreiche wöchentlich erscheinende Anzeigenblätter, die reichlich Werbung mit Nachrichten durchsetzen, um so den Eindruck einer Zeitung zu vermitteln.

## Eingestellte Tageszeitungen
Liste nach Gründungsdatum aufsteigend sortiert.
| Zeitung                    | gegründet          | eingestellt       | Gründer                                  | Anmerkungen |
| -------------------------- | ------------------ | ----------------- | ---------------------------------------- | --- |
| The Daily Southern Cross   | 22. April 1843     | 30. Dezember 1876 | William Brown                            | erschien anfangs wöchentlich, ab 10. Juli 1849 zwei Mal pro Woche und ab 20. Mai 1862 dann täglich                             |
| The New-Zealander          | 7. Juni 1845       | 5. Mai 1866       | John Williamson                          | erschien anfangs wöchentlich, ab 2. Juni 1847 zwei Mal pro Woche ab 1. Januar 1863 täglich mit Unterbrechungen                 |
| Taranaki Herald            | 4. August 1851     | 1989              | William Collins und Garland William Woon | erschien ursprünglich als Abend- und Wochenzeitung, wechselte 1877 zur Tageszeitung und ab 1962 wieder als Abendzeitung        |
| Hawke's Bay Herald         | 24. September 1857 | 16. Januar 1937   |                                          | |
| Wanganui Herald            | 4. Juni 1867       | 1986              | John Ballance                            | erschien ursprünglich als Evening Herald am Abend und wurde 1876 als Morgenausgabe in Wanganui Herald umbenannt                |
| The Auckland Star          | 8. Januar 1870     | 1991              | William Ferrar und George McCullagh Reed | erschien ursprünglich als The Evening Star, ab März 1879 als The Auckland Evening Star und ab April 1887 als The Auckland Star |
| The Daily Telegraph        | 1. Februar 1871    | September 1999    | Richard Halkett Lord                     | |
| Hawke’s Bay Tribune        | 1910               | 16. Januar 1937   | William Whitlock                         | |
| Hawke's Bay Herald-Tribune | Januar 1937        | 1999              | William Whitlock                         | Die Zeitung entstand aus einem Zusammenschluss des Hawke’s Bay Herald mit dem Hawke’s Bay Tribune                              |

## Eingestellte Wochenzeitungen
Liste nach Gründungsdatum aufsteigend sortiert.
| Zeitung                | gegründet          | eingestellt     | Gründer                                              | Anmerkungen |
| ---------------------- | ------------------ | --------------- | ---------------------------------------------------- | --- |
| New Zealand Advertiser | Mai 1840           | Dezember 1840   | G. A. Eager und Reverend Barzillai Quaife            | auch als Bay of Islands Gazette bekannt |
| Lyttelton Times        | 11. Januar 1851    | 29. Juni 1935   | James Edward Fitzgerald                              | erschien ursprünglich Wochenzeitung, wurde ab 1854 14-täglich herausgegeben und wechselte 1863 auf 3 × pro Woche. Am 1. August 1929 wurde die Zeitung in Christchurch Times umbenannt. |
| The Otago Witness      | 8. Februar 1851    | 29. August 1932 | William Cargill und Thomas Burns                     | |
| The New Zealand Mail   | 25. Februar 1871   | 2. Juli 1913    | Thomas Wilmor McKenzie                               | |
| The Maoriland Worker   | 15. September 2010 | 30. Januar 2024 | Ettie Annie Rout mit der New Zealand Shearers’ Union | Arbeiterzeitung der New Zealand Federation of Labour |